# Erythrolamprus cobella
Espèce
Synonymes
- Coluber cobella Linnaeus, 1758
- Liophis cobella (Linnaeus, 1758)
- Coluber serpentinus Daudin, 1803
- Coluber cenchrus Daudin, 1803

Erythrolamprus cobella  est une espèce de serpents de la famille des Dipsadidae.

## Répartition
Cette espèce se rencontre :
- au Brésil ;
- en Guyane ;
- au Suriname ;
- au Guyana ;
- au Venezuela ;
- sur l'île de Trinité ;
- en Colombie ;
- en Équateur.

## Publication originale
- Linnaeus, 1758 : Systema naturae per regna tria naturae, secundum classes, ordines, genera, species, cum characteribus, differentiis, synonymis, locis, ed. 10 (texte intégral).